# Tallensi

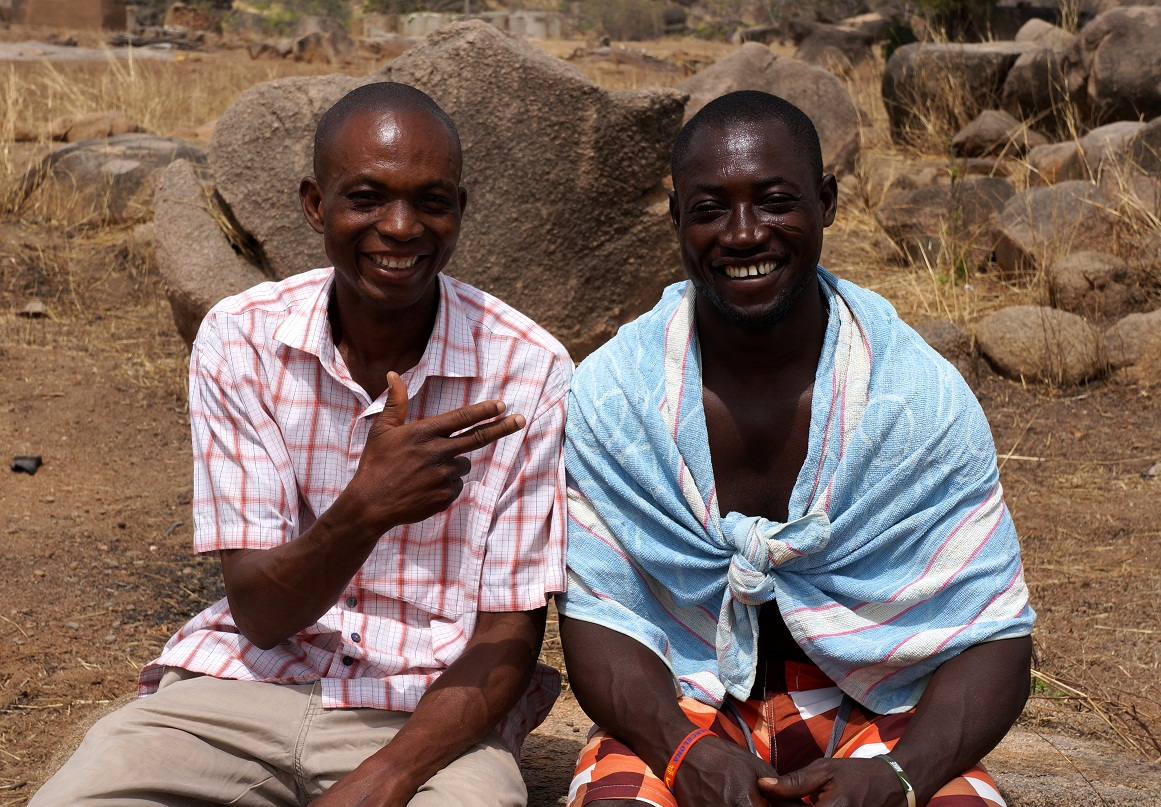
Angehörige der Tallensi in Tema (2013)

Die Tallensi (auch: Talega, Talni, Talensi) sind ein Volk in Ghana mit ca. 43.000 Mitgliedern. Die Sprache der Tallensi ist das Farefare aus der Gruppe der Gur-Sprachen. Die Tallensi leben im Norden Ghanas in der Upper East Region. Der Talensi-Nabdam District wurde nach diesem Volk benannt. Bekannt wurden die Tallensi insbesondere durch die ethnologischen Studien von Meyer Fortes in den 1940er und 1950er Jahren. Die Tallensi gelten als eine der sogenannten staatenlosen Gesellschaften Ghanas, das heißt, sie bilden eine Gesellschaft, ohne dass sich im Laufe der Zeit eine zentralisierte politische Verwaltungsstruktur entwickelt hat.
Die überwiegende Mehrzahl der Tallensi sind sesshafte Bauern, welche seit vielen Generationen in den von ihnen bewohnten Gegenden siedeln und sich deshalb sehr stark mit ihren Landstücken verbunden fühlen. Dies ist möglicherweise auch der Grund, warum Eroberungsversuche in der Vergangenheit immer wieder fehlschlugen oder man von vornherein einen Bogen um die Gebiete machte. Hinzu kommt, dass es eine politische Herrschaftsorganisation, von der man eventuell hätte Tributzahlungen erzwingen können, bis zur Errichtung der Kolonialherrschaft nicht gegeben hat.

## Traditionelle Siedlungsgebiete
In den ersten Dezennien des 20. Jahrhunderts war die Regionen nördlich des Weißen Volta etwa oberhalb von 11° 30' N und östlich von 1° W flächenmäßig relativ dicht besiedelt vor mit einer Bevölkerung, die verschiedene Dialekte der Mossi-Dagomba-Sprachgruppe sprach, d. h. der Westgruppe der Oti-Volta-Dialekte des nördlichen Flügels der zentralen Gur-Sprachen. Daneben vereinte die hier siedelnde Bevölkerung scheinbar eine einheitliche Kultur. Neben dem völligen Fehlen einer politischen Herrschaftsstruktur fiel bei dieser Bevölkerung besonders auf, dass man keine Dörfer dieser Bewohner vorfand, von Städten ganz zu schweigen. Im ganzen Land reihten sich flächendeckend die Areale aneinander, die jeweils zu einzelnen Gehöften gehörten. Oft ließen sich für den Fremden weder zwischen den Gehöften, noch zwischen den Sprachdialekten klare Grenzen erkennen, d. h., sowohl politisch als auch linguistisch war ein mehr oder weniger kontinuierlicher Übergang zum jeweils anderen auszumachen. Diese Gehöftsiedlungen wurden von den Einheimischen „Tale“ genannt und die darin lebenden Bewohner „Tallensi“. Ihre Nachbarn waren im Osten die Kusasi, im Westen die Nankanse (oder Gurunsi) und im Norden ebenfalls Nankanse oder Mossi-Stämme. Im Süden bildete der Weiße Volta mit den dahinter siedelnden Mamprussi eine natürliche Grenze.

## Soziale Strukturen
Die Tallensi bestehen im Grunde genommen aus zwei großen Ur-Clans. Jede der Tale-Siedlungen bekennt sich entweder zum einen oder zum anderen der beiden Hauptclans. Dies sind die „Namoos“ und zum anderen die „Tallis“. Clangründer und Gründer von Tongo, der Clan-Hauptsiedlung der „Namoos“, war gemäß der Überlieferung ein Mann namens Mosur, welcher einst aus dem Mamprussi-Land (aus der Stadt Mampurugu) geflohen war und mit seinen Gefolgsleuten im Tale-Land einen Gehöftverbund namens Tongo gründeten. Er gilt als der gemeinsame Vorfahr und Stammvater aller „Namoos“ des „Tale“-Landes. Spätere Auswanderer aus Mamprussi gründeten ebenfalls Co-Clans in Tongo und Umgebung, sie verstehen sich allerdings ebenfalls als „Namoos“.
Der andere Clan, die „Tallis“, begreifen sich daneben als die „wirklichen Tallensi“. Sie gliedern sich in zwei große Gruppen: eine von ihnen lebt etwas nördlich von Tongo, mit ihrer Kernsiedlung Bari, und die andere lebt an und auf den Tongo-Hügeln. Bei dieser zweiten Gruppe spricht man auch von den „Hügel-Tallis“.
Die Talli-Überlieferung schreibt jedoch ihren einzelnen Unterclans auch unterschiedliche Ursprünge zu. Vier Talli-Clans, einschließlich der „Baari“, der „Gbizug“ und der „Wakyi“, beanspruchen das Primat des höheren Ranges gegenüber den anderen Talli-Clans aufgrund des Umstandes, dass ihre Vorfahren, wie sie behaupten, einst aus der Erde hervorkamen oder vom Himmel abstammen.
Alle anderen Talli-Clans gelten als Ableger der ersten Clans oder als Immigranten aus anderen Gegenden. Sie alle seien aber schon hier gewesen, als der erwähnte Mosur in die Gegend kam.
Die Tallis haben ein raffiniertes System der Clanverkettungen, welche auf einer angeblichen, aber nicht wirklich existierenden Verwandtschaft basiert. Grob gesehen ist jede Lineage eines jeden Clans mit einer Lineage irgendeines benachbarten Talli-Clans verbunden über eine, teils auch erfundene, Halbbruderschaft, welche die eine Seite zur Gegenseitigkeit hinsichtlich bestimmter Privilegien und Verpflichtungen gegenüber der anderen Seite bindet. Heiraten untereinander sind untersagt und die Mitglieder beider Bruderclans sind in einem gemeinsamen religiösen Kult miteinander vereint.

## Kultur
Namoos und Tallis sprechen eine gemeinsame Sprache, sie haben das gleiche wirtschaftliche System, das gegenseitig den jeweils anderen Clan mit einschließt und auch ihre Gesetze in Bezug auf Landbesitz, Erbschaftsangelegenheiten, Nachfolge in Clanpositionen oder von Heiraten und Ehegültigkeit usw. sind identisch. Auch vollziehen beide Hauptclans gleiche rituellen Praktiken und haben dieselben religiösen Vorstellungen, auch wenn es sich um unterschiedliche Kulte handelt und es auch bei der Ahnenverehrung Unterschiede gibt. Allerdings hat man gegenseitig Mischehen auf Generationen hin vereinbart, was unter anderem auch eine bei beiden Clanen einheitliche Rechtsprechung sowie einen gemeinsamen Typus hinsichtlich der einzelnen häuslichen Organisation zur Folge hat. Man tauscht miteinander Handelsgüter, Geschenke und Güter in Erfüllung von Verwandtschaftsverpflichtungen aus. Jeder Namoo hat zahlreiche persönliche Verwandte unter den Tallis und jeder Talli unter den Namoos.
Aufgrund dieser zahlreichen Gemeinsamkeiten haben Volkskundler des frühen 20. Jahrhunderts Namoos und Tallis als gemeinsame Ethnie unter dem Begriff Tallensi zusammengefasst.
Die alljährlich stattfindenden religiösen Erntefeste der Tallensi sind im Wesentlichen:
- das „Gingaung“-Festival der Namoos
- das „Daa“-Festival bei den Baari und Gbizug
- das „Golib“-Festival der Hügel-Tallis.

## Heterogenität unter den Tallensi
Dennoch bleiben gewisse Unterschiede. So führt das Oberhaupt der Tongo-Namoos den Titel eines „Naa“. Dies ist aber nur bei den Namoos der Fall, nicht jedoch bei den Tallis. Das Häuptlingstum der Namoos ist das „Naam“, das in seinen Ursprüngen auf jenen mythischen Mosur zurückgeht, der einst das „Naam“ der Namoos aus Mampurugu nach Tongo brachte. Dies hat vor allem eine gewisse Bedeutung hinsichtlich der Wahl eines neuen Tongo-Häuptlings. Der neugewählte Häuptling muss dabei seine Häuptlingswürde aus den Händen eines „Erb-Häuptlingswählers“ erhalten, welcher als offizieller Repräsentant der Häuptlinge von Mampurugu gilt. Auch andere Namoo-Siedlungen wählen ihren „Naa“, welcher aber dem „Naa“ von Tongo untergeordnet ist.
Bei den Tallis ist dagegen der „Tendaana“ das lokale Oberhaupt. Wörtlich bedeutet dieser Titel „Eigner des Landes“ und ist auch genau in diesem Sinne zu verstehen. Die Nachfolge bei der Häuptlingswürde ist durch Rechte innerhalb einer sich patrilinear definierenden Blutslinie festgelegt. Heutzutage beansprucht der „Naa“ von Tongo zwar die Oberherrschaft über sämtliche Tale-Siedlungen, aber seine wirkliche exekutive Autorität reicht kaum über seine eigene Siedlung hinaus. Die exekutive Autorität eines „Tendaana“ erstreckt sich dagegen über seinen jeweiligen Clans unabhängig davon, in welcher Gegend sich die Gehöfte seiner Clanmitglieder befinden. Mitunter kann sich aber dessen Macht auch über andere Clans erstrecken, aber das ist eine Frage lokaler Autorität und vor allem von gleichzeitiger Präsenz rivalisierender Clans. Im Falle des Letzteren bleibt man allerdings friedlich. Kein Clan versucht die Oberherrschaft über den anderen zu erlangen und würde sie, auch wenn man eine solche gewaltsam erringen würde, wohl kaum auf längere Zeit würde behaupten können.
Trotz aller Gemeinsamkeit sind Namoos und Tallis, und insbesondere der „Naa“ und der „Tendana“, durch eine Reihe von Taburegelungen voneinander abgegrenzt. Viele dieser Tabus haben allerdings nur symbolischen Charakter. So darf der „Naa“ nicht mit dem nackten Fuß die Erde betreten, er darf keinen einzigen Grashalm ausreißen oder sich in Landbau betätigen usw., da der Talli-„Tendana“ der „Eigner der Erde“ ist. Ein „Tendana“ dagegen darf keinerlei Stoffkleidung tragen, sondern nur Felle und Tierhäute. Traditionell sind gewebte Kleidung, Pferde und Schusswaffen für alle Tallis tabu, während sie für Namoos ein charakteristisches Merkmal bilden. Hinzu kommen Tabus moralischer Natur. So müssen bspw. Besitzgegenstände, welche man auf dem Land verloren hat oder weggelaufene oder verirrte Tiere dem „Tendana“ ausgehändigt werden bei Strafe eines übernatürlich auferlegten Todes. Verirrte Kühe, Hunde oder auch umherziehende Menschen (Landstreicher) werden dann jedoch dem „Naa“ übergeben. Die wichtigsten Verbotsregeln von allen betreffen jedoch die religiöse Praktiken, die bei den Tallis mit einem Erdkult verbunden sind. Hier finden sich häufig Erdschreine („Tongbana“, „Tengbana“) in heiligen Hainen oder an heiligen Bächen oder Teichen, zu welchen die Namoos in ihrer Gesamtheit keine Zutrittsberechtigung haben.
Tallis und Namoos scheinen in früheren Zeiten bittere Feinde gewesen zu sein. Die Erinnerung hieran wird nicht nur in Märchen und Legenden wachgehalten, sondern auch anschaulich im militärischen Pantomimespiel und Tanzdarstellungen dargestellt, die z. B. Begräbniszeremonien oder andere Festivitäten begleiten. Die Barriere, die zwischen den beiden Hauptclanen liegt, ist zwar heute immer noch nicht überwunden, aber es existiert auch keine unversöhnliche Gegnerschaft mehr, sondern vielmehr herrscht eine Art Gleichgewichtszustand, der behaftet ist mit einer gewissen gegenseitigen Austauschwechselwirkung. Räumlich als auch im gewissen Sinne politisch gesehen steht in der Mitte zwischen beiden Kräften der „Tendana“ der „Gbizug“-Familie. Sein Gehöft befindet sich geographisch in der Mitte zwischen den Namoos und den Hügel-Tallis, und er ist nicht nur der politische, sondern auch der religiöse Mittler zwischen den beiden Gruppen. Der Haupt-„Tendana“ der Baari kann, wenn er es möchte, direkt an den „Naa“ von Tongo herantreten, was den „Tendanas“ der Hügel-Tallis oder die Häuptlinge der Nicht-Talli-Clans verwehrt ist, ohne am „Tendana“ der „Gbizug“ vorbei zu müssen, dessen Aufgabe es u. a. ist, die Belange der anderen Häuptlinge beim „Naa“ vorzubringen und gegebenenfalls zwischen beiden Seiten zu vermitteln.
Daneben ist auch der „Gbizug Tendana“ in die Installationsriten eines neuen „Tonga Naa“ mit einbezogen. Im Rahmen dieser besitzt er die Verantwortlichkeit und das Privileg für die Opferdarbringung des allerheiligsten Fetisches der Tongo-Häuptlingschaft. Von dieser Opferdarbringung hängt die Beschützung des Lebens und das Wohlergehen des neuen Häuptlings ab und damit auch der Wohlstand im ganzen Land. Obwohl der Fetisch „in seinem Gehöft wohnt“, können weder der „Tonga Naa“ noch seine Verwandten ihn jemals zu Gesicht bekommen, nur der „Gbizug Tendana“ und die Mitglieder seiner Lineage können dies. Der „Naa“ behandelt daher auch den Fetisch mit allergrößter Ehrfurcht.
Eine Machtbalance zwischen Namoos und Tallis wird allerdings durch die Regenmacher-Kräfte des „Naa“ wiederhergestellt. Nur Namoos dürfen eine Regenmedizin besitzen, welche von ihren Vorfahren in das Tale-Land mitgebracht worden war. Wenn sich die Periode der Trockenheit zeitlich über das Normale hinaus ausdehnt, dann sprechen alle Talli-„Tendanas“, angeführt vom „Gbizug Tendana“ beim „Tongo Naa“ vor und flehen ihn an, sich darum zu kümmern, dass wieder Regen fällt. Seine Regenmacherkräfte gelten als so groß, dass es sogleich regnen wird, wenn er lediglich, im Namen der Vorfahren, den „Tendanas“ gegenüber erklärt, dass ihre vorgetragenen Wünsche erfüllt werden würden. Ein solcher Fall ist z. B. für das Jahr 1934 belegt.

## Weiterführende Literatur
- Fortes, Meyer und Edward E. Evans-Pritchard (Hrsg.): African Political Systems. Oxford 1940.
- Fortes, Meyer (1945). The Dynamics of Clanship among the Tallensi. London: Oxford University Press (for International African Institute).
- Fortes, Meyer (1949). The Web of Kinship among the Tallensi. London: Oxford University Press (for International African Institute).
- Fortes, Meyer (1959). Oedipus and Job in West African Religion. Cambridge: Cambridge University Press.
- Two reports of a stay among the Tallensi in Gbeogo:
  - Cleovoulou, Marios (June 1998). "How does development affect culture?".
  - Cleovoulou, Marios (1998). "1998 Newsletter".
- Insoll, Timothy / MacLean, Rachel / Kankpeyeng, Benjamin (2013). Temporalising Anthropology: Archaeology in the Talensi Tong Hills, Northern Ghana. Frankfurt: Africa Magna Verlag.
- Riehl, Volker (2003). The Dynamics of Peace: role of traditional festivals of the Tallensí in northern Ghana in creating sustainable peace In: Kröger, F. / B. Meier (ed): Ghana’s North. Frankfurt/M.: Peter Lang Verlag, 207 – 223
- Riehl, Volker/Christiane Averbeck (1994) ‘Die Erde kommt, die Erde geht’: Zum religiösen Naturverständnis der Tallensi in Nord-Ghana In: Sociologus, N.F., Bd. 44, 136–148
- Riehl, Volker (1993). Natur und Gemeinschaft: Sozialanthropologische Untersuchungen zur Gleichheit bei den Tallensi in Nord-Ghana Frankfurt/M.: Peter Lang Verlag
- Riehl, Volker (1989) The Land is Ours: Research on the Land-Use System among the Tallensi in Northern Ghana. In: Cambridge Anthropology, Vol. 14, No. 2, 26–42